# Lenda do Abade João

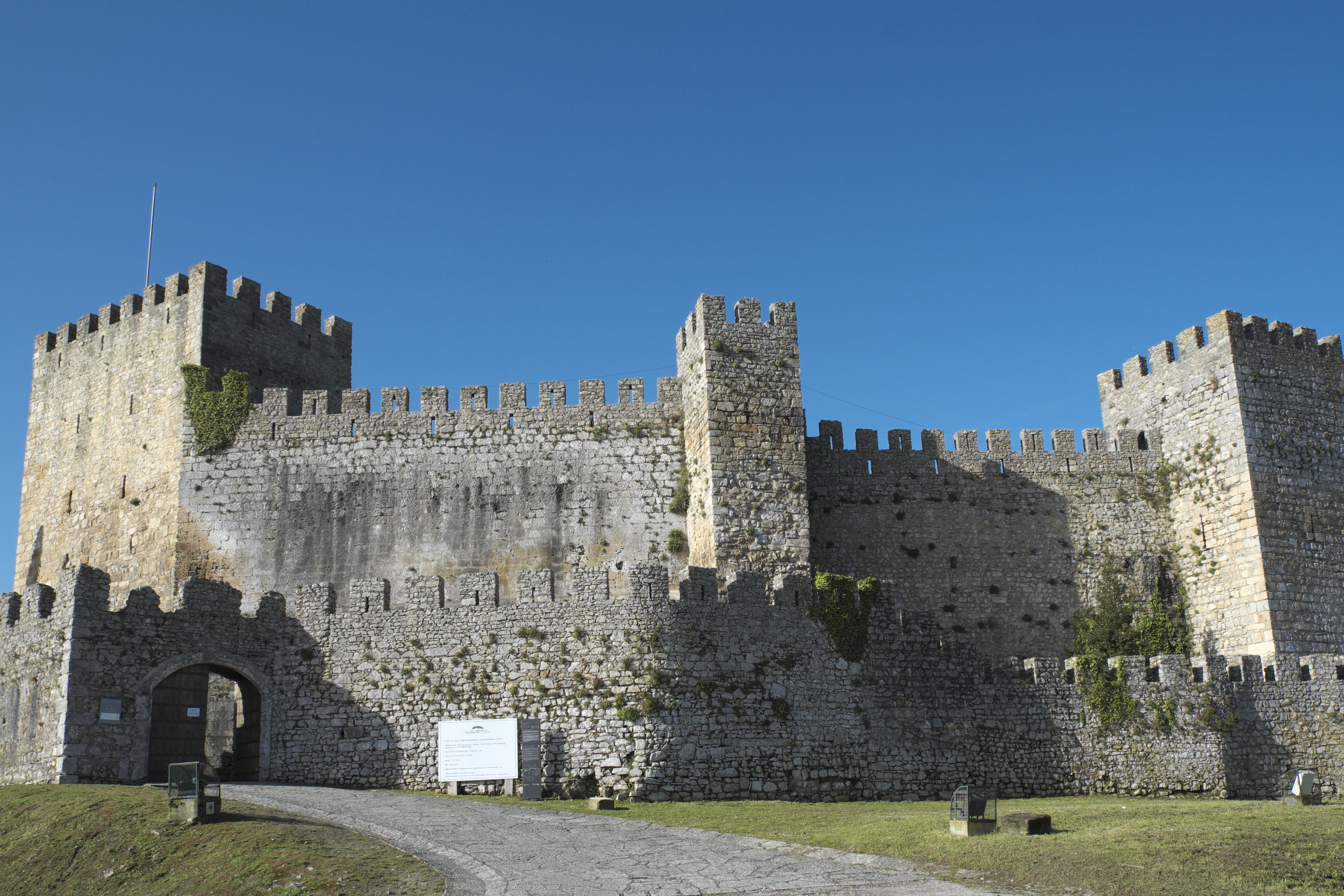
O castelo de Montemor-o-Velho.

A Lenda do Abade João remonta ao século IX, nos tempos em que o castelo de Montemor-o-Velho foi conquistado aos mouros.

## Lenda
A tradição reza que a defesa da fortaleza foi conferida a um monge guerreiro de nome João, que outrora encontrara um recém-nascido abandonado no mato, tendo-lhe batizado de Garcia.
Quando chegou à idade adulta, Garcia tornara-se num renegado, um cristão que se tinha convertido ao Islão. Logo disto, impôs um cerco a Montemor com uma hoste moura. Com o passar do tempo a situação tornou-se desesperante para os sitiados, tendo a água e a comida começado a esgotar.
Já sem esperanças de vencer, no que lhes restava ainda de fôlego, os cristãos resolveram fazer um último grande ataque. Para poupar as mulheres, as crianças e os velhos de serem feitos escravos e abusados, decidiram degolá-los. Feito o sacrifício, saíram os cavaleiros para o que achavam ser a última surtida mas, para surpresa de todos, conseguiram derrotar os muçulmanos e libertar a cidade.
Depois da vitória regressaram destroçados para chorar a morte dos seus achegados mas teriam uma grande supresa: todos os degolados tinham ressuscitado.